# Cortes do Meio
Cortes do Meio é uma povoação portuguesa sede da Freguesia de Cortes do Meio do Município da Covilhã, freguesia com 47,4 km² de área e 746 habitantes (censo de 2021), tendo, por isso, uma densidade populacional de 15,7 hab./km².

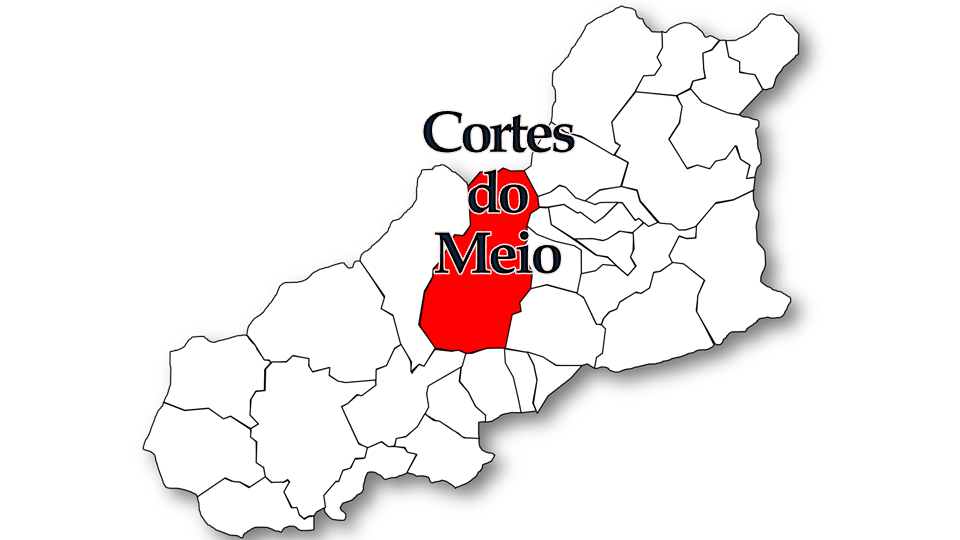
Localização no município da Covilhã

A Freguesia de Cortes do Meio engloba as aldeias de Bouça, Cortes de Baixo, Ourondinho e Penhas da Saúde.
Cortes do Meio pertence à rede de Aldeias de Montanha.

## Toponímia
A toponímia "Cortes do Meio" deve-se à presença de cabanas pastoris em pedra, com o telhado em colmo de palha, que serviam para guardar o gado - "as Cortes". Estas construções apresentam uma beleza rústica significativa, tendo nascido fruto do engenho dos pastores no aproveitamento dos recursos locais. São, assim, um dos exemplos mais importantes do património agro-pastoril e uma marca ligada à transumância dos gados. 

## Demografia
A população registada nos censos foi:
| Distribuição da População por Grupos Etários | Distribuição da População por Grupos Etários | Distribuição da População por Grupos Etários | Distribuição da População por Grupos Etários | Distribuição da População por Grupos Etários |
| -------------------------------------------- | -------------------------------------------- | -------------------------------------------- | -------------------------------------------- | -------------------------------------------- |
| Ano                                          | 0-14 Anos                                    | 15-24 Anos                                   | 25-64 Anos                                   | > 65 Anos                                    |
| 2001                                         | 158                                          | 140                                          | 475                                          | 196                                          |
| 2011                                         | 82                                           | 111                                          | 484                                          | 207                                          |
| 2021                                         | 60                                           | 51                                           | 368                                          | 267                                          |

## História
Localizada na vertente ocidental da Serra da Estrela, Cortes do Meio viveu de uma economia pastoril, que domina na região.
A Freguesia de Cortes do Meio foi fundada no dia 27 de Janeiro de 1859.

## Património
- Igreja de S. Roque (matriz);
- Capela de Santo António;
- Capela Sagrado Coração de Maria;
- Moinhos de água;
- Ponte romana de Cortes de Baixo;
- Antigas minas do Peixeiro;
- Trechos da ribeira das Cortes e da Nave de Santo António;
- Lugar de Penhas da Saúde;
- Espinhaço do Cão.

## Piscinas naturais
A freguesia de Cortes do Meio intitula-se a "Capital das Piscinas Naturais", possuindo 19 piscinas naturais:
- Poço da Fatela
- Poço da Ponte Velha
- Poço da Monteira
- Poço das Azenhas
- Poço do Funil
- Poço do Forno Velho
- Poço da Formiga
- Poço do Combarão
- Poço do Caldeirão
- Poço da Gola
- Poço das Raparigas
- Poço da Praia
- Poço do Embude
- Poço da Penha Fundeira
- Poço da Cales
- Poço da Safra
- Poço da Piorca
- Poço da Barroca do Braço
- Poço do Inferno ou Penha Cimeira
- Poço do Carriçal
- Poço do Brejo
- Poço do Meio Quartilho
- Poço da Cascata

## Outros locais de interesse
- Miradouro da Varanda dos Pastores;
- Miradouro do Alto dos Livros;
- Forno comunitário de Cortes do Meio;
- Fonte dos Calções;
- Fonte das Três Bicas.

## Coletividades
- Banda Filarmónica Cortense.